# Ases de reactores alemanes de la Segunda Guerra Mundial

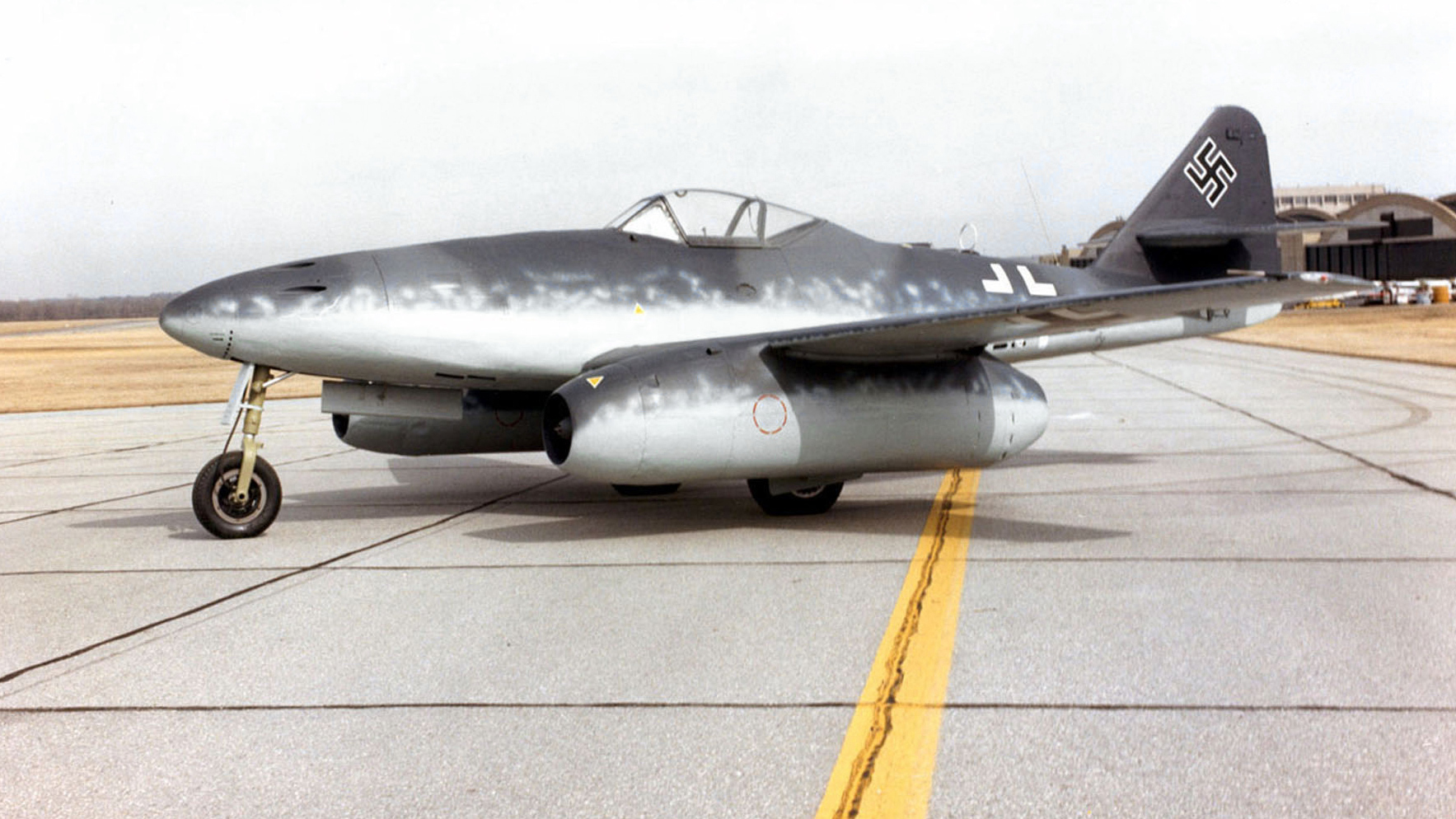
Messerschmitt Me 262A.

Un As de la aviación o as de caza es un aviador militar al cual se le acreditan al menos cinco victorias en combate aéreo  (Los alemanes colocan este umbral en 10 victorias.) Durante la Segunda Guerra Mundial centenares de pilotos alemanes alcanzaron esta meta pilotando cazas de motor de pistón. Sin embargo, solo 28 pilotos están acreditados por derribar cinco o más aviones mientras pilotaban cazas a reacción durante la II Guerra.
El Avión de reacción  tuvo su primer combate en la Segunda Guerra Mundial cuando el  Leutnant Alfred Schreiber, pilotando un  Messerschmitt Me 262 A-1a W.Nr. 130 017 (idioma alemán: Werknummer - número de fábrica serial), atacó un Mosquito PR XVI del  No. 540 Squadron Royal Air Force  (un avión de fotorreconocimiento) sobre los  Alpes el 26 de julio de 1944.
Aunque a menudo referido como la primera victoria aérea por un caza a reacción en la historia de la aviación, el dañado Mosquito regresó a un campo detrás de las líneas aliadas en Italia. La primera victoria aérea confirmada fue la destrucción de otro Mosquito PR XVI de fotorreconocimiento del No. 540 Squadron el cual fue derribado por el Teniente  Leutnant Joachim Weber sobre Ohlstadt oel 8 de agosto de 1944.
Para 1944-45 la Luftwaffe alemana tenía otros tres tipos de cazas a reacción- o cazas propulsados por cohetes para operaciones de combate Junto al Me 262, el Me 163 "Komet" propulsado por cohete y el  He 162 "Volksjäger"  fueron operacionales. Sin embargo pocos reclamos se hicieron para los Me 163 y los  He 162, ningún piloto ingreso al status de As en estos aviones.

## Ases de reactores alemanes
Está lista fue ordenada por el número de victorias reclamadas
| Nombre                | Rango           | Victorias pilotando reactores | Unidad de caza a reacción | Total de victorias durante la guerra | Notas |
| --------------------- | --------------- | ----------------------------- | ------------------------- | ------------------------------------ | --- |
| Kurt Welter           | Oberleutnant    | 48+.                          | Kdo Welter, 10./NJG 11    | 63                                   | Posiblemente el mayor As de caza a reacción de todos los tiempos. |
| Heinrich Bär          | Oberstleutnant  | 16                            | EJG 2, JV 44              | 220                                  | Comenzó a combatir en reactores en 1945 |
| Franz Schall*         | Hauptmann       | 14                            | Kdo Nowotny, JG 7         | 137                                  | Muerto en un accidente de aviación el 10 de abril de 19451945 |
| Hermann Buchner       | Oberfeldwebel   | 12                            | Kdo Nowotny JG 7          | 58                                   | |
| Georg-Peter Eder      | Major           | 12                            | Kdo Nowotny JG 7          | 78                                   | Herido el 16 de febrero de 1945 |
| Erich Rudorffer       | Major           | 12                            | JG 7                      | 222                                  | |
| Karl Schnörrer        | Leutnant        | 11                            | EKdo 262 Kdo Nowotny JG 7 | 46                                   | Herido el 30 de marzo de 1945 |
| Erich Büttner*        | Oberfeldwebel   | 8                             | EKdo 262 Kdo Nowotny JG 7 | 8                                    | Muerto en acción 20 de marzo de 1945 |
| Helmut Lennartz       | Feldwebel       | 8                             | EKdo 262 Kdo Nowotny JG 7 | 13                                   | Primera victoria aérea sobre un bombardero tetramotor B-17 Flying Fortress por un caza a reacción el 15 de agosto de 1944.                                                                                                   |
| Rudolf Rademacher     | Leutnant        | 8                             | JG 7                      | 126                                  | |
| Walter Schuck         | Oberleutnant    | 8                             | JG 7                      | 206                                  | |
| Günther Wegmann       | Oberleutnant    | 8                             | EKdo 262 JG 7             | 14                                   | Herido el 18 de marzo de 1945 |
| Hans-Dieter Weihs     | Leutnant        | 8                             | JG 7                      | 8                                    | Colisión aérea con Hans Waldmann el 18 de marzo de 1945, muriendo Waldmann. |
| Theodor Weissenberger | Major           | 8                             | JG 7                      | 208                                  | |
| Alfred Ambs           | Leutnant        | 7                             | JG 7                      | 7                                    | |
| Heinz Arnold*         | Oberfeldwebel   | 7                             | JG 7                      | 49                                   | Muerto en acción 17 de abril de 1945 El Me 262 A-1a W.Nr.500491 "Yellow 7", II./JG 7 de Arnold con sus marcas personales y sus palmares de victoria está en exhibición en el Smithsonian Institution, Washington D. C., USA. |
| Karl-Heinz Becker     | Feldwebel       | 7                             | 10./NJG 11                | 7                                    | |
| Adolf Galland         | Generalleutnant | 7                             | JV 44                     | 104                                  | Fue asignado para crear la JV44 en marzo de 1945. Herido el 26 de abril de 1945 |
| Franz Köster          | Unteroffizier   | 7                             | EJG 2 JG 7 JV 44          | 7                                    | |
| Fritz Müller          | Leutnant        | 6                             | JG 7                      | 22                                   | |
| Johannes Steinhoff    | Oberst          | 6                             | JG 7 JV 44                | 176                                  | Herido 18 de abril de 1945 |
| Helmut Baudach*       | Oberfeldwebel   | 5                             | Kdo Nowotny JG 7          | 20                                   | Muerto en acción 22 de febrero de 1945 |
| Heinrich Ehrler*      | Major           | 5                             | JG 7                      | 206                                  | Muerto en acción 4 de abril de 1945 |
| Hans Grünberg         | Oberleutnant    | 5                             | JG 7 JV 44                | 82                                   | |
| Joseph Heim*          | Gefreiter       | 5                             | JG 7                      | 5                                    | Muerto en acción 10 de abril de 1945 |
| Klaus Neumann         | Leutnant        | 5                             | JG 7 JV 44                | 37                                   | |
| Alfred Schreiber*     | Leutnant        | 5                             | Kdo Nowotny JG 7          | 5                                    | Primer as de reactor en combate aéreo de la historia de la aviación Muerto en accidente de aviación el 26 de noviembre de 1944                                                                                               |
| Wolfgang Späte        | Major           | 5                             | (JG 400) JV 44            | 99                                   | |

Nota: El asterisco al lado del nombre del piloto significa que fue muerto en acción o mientras volaba en patrulla de combate